# Walter D'Hondt
Walter Ignace d'Hondt (født 11. september 1936 i London, England) er en engelsk-født canadisk tidligere roer og olympisk guldvinder.
D'Hondt gik oprindeligt på John Fisher School i England, og hans første sportslige interesse var atletik, især hammerkast. Som attenårig flyttede han til Canada, og han blev kort efter canadiske mester i hammerkast. Han blev derpå udtaget til Commonwealth Games, men følte ikke, at han var god nok. I stedet kastede han sig over roning, hvor han begyndte som reserve for University of British Columbias otter. Som en del af træningen til dette roede han sammen med Lorne Loomer, Archie MacKinnon og Don Arnold i firer uden styrmand. Da de fire stillede op til udtagelsesløbene i Canada op til OL 1956 i Melbourne, vandt de noget overraskende og kom dermed med til legene. Canadierne vandt både deres indledende heat og semifinalen i bedste tid, og i finalen var de overlegne og sejrede med næsten ti sekunders forspring til USA og Frankrig på henholdsvis sølv- og bronzepladserne. Det var den første canadiske OL-guldmedalje i roning nogensinde.
Resultatet var så meget mere imponerende, da det kom kun lidt over et år, efter at D'Hondt var begyndt på at ro. Det var dog fortsat otteren, der var den store plan for D'Hondt og hans kammerater. I 1958 vandt Canada i denne båd Commonwealth-mesterskabet, men D'Hondt stillede også op i fireren med styrmand og vandt her sølv. OL 1960 i Rom var Arnolds sidste mål i otteren. Her blev det til sejr i Canadas indledende heat og dermed kvalifikation til finalen, hvor de dog ikke kunne følge med den tyske båd, der vandt med over fire sekunder til canadierne, der fik sølv, mere end tre sekunder foran Tjekkoslovakiet på tredjepladsen. Sølvmedaljen var Canadas eneste medalje ved disse olympiske lege.
D'Hondt blev uddannet ingeniør og flyttede til Seattle i USA, hvor han arbejdede hos Boeing. Han er optaget i flere Halls of Fame: Canada Sports, Canadas Olympiske, British Columbias og University of Columbias, for sine ropræstationer, i nogle af dem for både præstationen ved OL 1956 og ved OL 1960.

## OL-medaljer
- 1956:  Guld i firer uden styrmand
- 1960:  Bronze i otter